# Clistopyga atrata
Clistopyga atrata là một loài tò vò trong họ Ichneumonidae.